# Zacharias Topelius
För andra betydelser, se Topelius (olika betydelser).
Zacharias Topelius (eller Zachris Topelius), född 14 januari 1818 på Kuddnäs gård i Nykarleby landskommun, Storfurstendömet Finland i Kejsardömet Ryssland, död 12 mars 1898 på Björkudden i Sibbo, var en finlandssvensk författare, historiker, tidningsman och poet. Hans dopnamn var Zacharias, men han använde ofta initialen Z eller Zachris även i officiella sammanhang. Han blev också tilltalad med den förfinskade formen Sakari.

## Biografi
Zacharias Topelius tillhörde en gammal österbottnisk släkt Topelius och var son till provinsialläkaren och folksångsupptecknaren Zacharias Topelius d.ä. Hans mor var Nykarlebyhandelsmansdottern Catharina Sofia Calamnius. Topelius växte upp på Kuddnäs gård i Nykarleby, som familjen inhandlade 1814 genom hustruns fädernearv. Han gick i skola vid trivialskolan i Uleåborg 1829–1832. Hösten 1832 blev han privatelev hos Johan Ludvig Runeberg i Helsingfors och blev student våren 1833. I juni samma år skrev han in sig i Österbottniska avdelningen och i oktober inledde han studierna vid universitetet. Topelius blev fil. kand. 1840 och fil. dr 1847 i historia. Han var redaktör för Helsingfors Tidningar 1841–1860. Han blev extraordinarie professor i finsk historia vid Helsingfors universitet 1854 och utnämndes 1863 till ordinarie professor i finsk, rysk och nordisk historia. Han var professor i allmän historia 1876–1878 och universitetets rektor 1875–1878. När han avgick med pension 1878 tilldelades han statsråds titel  (femte rangklassen; mellan överste och generalmajor i storfurstendömet Finlands rangordning).
Topelius blev av samtiden först känd som lyriker i romantikens anda (Ljungblommor I, 1845) men han torde av eftervärlden vara bäst ihågkommen som författare av historiska romaner, förnämligast Fältskärns berättelser, och författare av barnlitteratur. Hans Läsning för barn – sagor, pjäser och dikter – nådde stor spridning, bl. a. genom ett stort antal publiceringar i såväl finländska som nordiska barntidningar. Topelius hade ett långvarigt inflytande som läroboksförfattare genom att t.ex. Boken om vårt land (1875) utnyttjades i finländska skolor in på 1900-talet. Han skrev även åtskilliga psalmer och deltog från och med 1867 i arbetet på en ny finlandssvensk psalmbok. Han finns representerad i 1986 års psalmbok i Sverige med originaltexterna till sex verk (nr 2, 293, 306, 518, 582 och 645).
Topelius dog på Björkudden i Sibbo och blev begraven på Sandudds begravningsplats.

### Bakgrund
Några mil söder om Uleåborg utbreder sig ett stort och enformigt fält kring byn Limingo, i Norra Österbotten. Området var offer för flera av ryssarnas attacker innan borgarna i Kajana och Uleåborg uppfördes. I dessa trakter beboddes en gård av släkten Toppinen på 1600-talet.
Under trettioåriga kriget (1618–1648) lämnade en ung bonde, Jacob Toppinen, gården och for till Uleåborg, där en av stadens köpmän utnämnde honom till sin sekreterare. Efter några år startade bonden ett eget företag och blev köpman. Enligt tidens sed förstärkte han sin status som borgare med en latinisering av sitt namn till Toppelius.

### Tidiga skeden
Från denna bonde, Jacob Toppelius, härstammar sedan släkten Toppelius. Släktens medlemmar var i närmare hundra år köpmän eller tullskrivare , då Jacobs sonson Mikael Mikelsson Toppelius (1676–1726) gifte sig med den döpta judinnan Maria Zebulon (169X–1765). Det var då som konstnärsanlagen började uppträda inom släkten.
Mikaels och Marias familj förstördes helt under den stora ofreden (1713–1721) då staden Uleåborg blev attackerad av ryssarna i slutet av år 1714. Släktens gamla hus förintades totalt, två av deras döttrar blev mördade, andra blev kidnappade och Maria lyckades fly med två av sina barn till Muhos ödemarker. Men ryssarna hittade också hit och kidnappade båda barnen framför näsan på Maria. Sonen Kristoffer fördes till Ryssland och fick bo hos en hög adelsman.
Kristoffer behandlades bra i det främmande landet. Adelsmannen märkte snabbt pojkens talang för att spela piano, och Kristoffer uppträdde till och med för tsaren. Kristoffer gick också i skolan, och fyra år efter hans kidnappning planerade han med sina skolkamrater en flykt hemåt. Han var då 15 år, och tillsammans med sina vänner lyckades han fly tillbaka till Finland. Då han kom till Borgå tog han sig på ett skepp och seglade till Stockholm.
I Stockholm möttes Kristoffer av en sagolik syn. I hamnen såg han en kvinna som tvättade byk. Då han kom närmare kastade sig kvinnan över Kristoffer och kramade honom. Det var hans mor Maria som också lyckats fly till Stockholm. Modern och sonen bodde i Stockholm och flyttade sedan tillbaka då kriget hade tagit slut.

### Senare skeden
Efter freden blev Kristoffer tullskrivare precis som hans förfäder hade varit. Han fick en son som hette Mikael Toppelius (1734–1821), som beslutade sig för att bli konstnär. Han flyttade till Sverige för att studera hos konstnären Johan Pasch, men flyttade sedan tillbaka till Uleåborg, då han förälskat sig i Magdalena Ocklawitz. Paret gifte sig och Mikael målade i 60 år bibliska bilder i över 40 av Finlands kyrkor, främst i norra delen av landet. Han fick med Magdalena elva barn varav nio överlevde till vuxen ålder. Mikael fick fyra söner, Johan, Carl, Zacharias och Gustaf. Dessa gossar var nära vänner med bröderna Franzén, och då de yngre bröderna gick till Åbo Akademi, hjälpte de äldre bröderna och på så sätt fick dessa en bättre utbildning än den som var normal på den tiden. Av Mikaels söner blev Johan präst i Ilmola, Carl tullskrivare, Zacharias och Gustaf läkare.
Zacharias Toppelius (1781–1831) blev först student vid Kungliga Akademien i Åbo år 1797 och fortsatte sedan sina studier vid Uppsala universitet. Under det finska kriget arbetade han som fältskär, och tillsammans med sin far, som även var vaccinatör, reste han till Vuokkiniemi utanför Finlands gräns till Vita havet. Där bekantade han sig med de gamla finska runorna, och samlade dem till en bok, som han senare utgav under titeln Suomen kansan vanhoja runoja. Denna skrift blev senare föregångaren för Elias Lönnrots forskning.
Zacharias Topelius flyttade år 1811 till Nykarleby. Han var den enda i släkten som börjat skriva släktnamnet med ett p. Ett år senare, 1812, blev han provinsläkare och gifte sig med Katarina Sofia Calamnius (1791–1868).

## Barndomen
År 1814 köpte makarna Topelius Kuddnäs gård och hemman på auktion i Nykarleby. Fyra år senare föddes på onsdagen den 14 januari 1818 klockan 15.00 Zacharias Topelius d.y. Hans två äldre bröder Johan och Gustaf avled redan som spädbarn, och två år senare fick Topelius en syster, Johanna Sofia (1820–1913). Till Topelius gudfar valdes hans mors kusins man Reinhold Backman.

### Tidig barndom
Den lille Topelius råkade redan tidigt ut för olika strapatser. På nyårsdagen 1820 var det fest hemma på Kuddnäs. Då märkte ingen att Topelius under kvällen tömt ett par halvfulla vinglas, och följden blev en livsfarlig hjärtinfarkt. Händelsen satte inga som helst spår i Zacharias, men senare kom alla hans barn att ha allvarliga hjärtinfarkter mellan två och fyra års ålder.
Zacharias’ barndom var som hos de flestas på den tiden. Han utövade friluftsliv året om, på vintern rullade han runt i snön och på sommaren sprang han barfota. Hans far, som var mycket intresserad av naturvetenskaperna, gjorde tillsammans med Zacharias och hans kamrater olika ”experiment”. Elektricitetens, magnetismens, optikens och astronomins fenomen blev bekanta för kamraterna. Topelius kamrater var vid denna tid bland andra Alexander Lithén och Svante Svahn. Barnen klättrade i träd, lekte vid kvarnen och smedjan, ritade kartor över trakterna vid Kuddnäs och skärgården, metade vid ån och gjorde långa seglatser med Topelius morbror Josef. Inomhus läste Topelius läxor med sin informator fr.o.m. 1825, som först var hans kusin Frans Mikael Toppelius och senare J.F. Blanck. Från denna tid finns även Topelius’ första saga, dikt och målning bevarad.
| ” | Draken En hiskelig drake kom en gång flygandes och satte sig på Nykarleby kjörktorn. Det var flere som sköto på honom, men han rördes ej. Jag klev opp och tog uti honom, han klöste mej duktigt, men jag höll fast. Så föllo vi båda i forsen, där drunknade draken men jag rev utav honom några tänder och simmade i land, men när jag gick hem, fälte jag bort en utav drakens tänder och där växte upp en gammal arger käring och jag började att slåss med henne och jag gav henne en sådan örfil att hon tumlade i forsen. Men hon hade så tilltygat mig att jag så faslig ut. Slut. | „ |
| – | |   |

| ” | På en grönsiskas grav Tippelill, var fri och glad, flyg till Gud i gröna blad! Tack för att du sjöng för mig, jag har ledsamt efter dig. | „ |

Eftersom Topelius' farfar var konstnär och hans far hade ett intresse för folkdikt, var det bara en tidsfråga innan Topelius konstnärliga talanger skulle komma fram. Fadern hade som sitt valspråk: Ingen dag utan en rad; en ordentlig karl lever med pennan i handen, och sonen lärde sig snabbt att tillämpa den. Nästan varje dag skrev Topelius små anteckningar i almanackan. De kunde vara i stil med 24.5 läste jag hela katekesen, 7.7 fick jag 5 abborrar eller 28.5 hade jag hela dagen lov. Topelius blev också fostrad till en stark fromhet inom kristendomen, som höll hela livet ut. Den fick senare inflytanden då systern blev anhängare av pietismen kring år 1847. Topelius kristna övertygelse kom att prägla hela hans litterära produktion och utgjorde det fundament som vid sidan av fosterlandskärleken var den grund som hans liv vilade på.

### Trivialskola i Uleåborg
År 1829 började Topelius vid 11 års ålder i trivialskolan i Uleåborg (idag Oulun normaalikoulu(fi)), där han bodde hos sin farbror Gustaf. Föräldrarna önskade att Topelius under sin skolgång förutom kunskap och livserfarenhet skulle få möjlighet att lära sig finska (Topelius hade växt upp i en helt svenskspråkig miljö). Undervisningen var på svenska, men de flesta eleverna talade finska sinsemellan. Topelius berättar senare, att han lärde sig snabbt att tala vardagsversionen av språket, men då han inte kom i kontakt med finsk litteratur och då det finska skriftspråket radikalt ändrades kring 1830, blev hans kunskap bristfällig.
I den legendariska trivialskolan hade bl.a. J. L. Runeberg, J. V. Snellman och M. A. Castrén fått sin utbildning. Topelius klarade av skolan på tre år. Skolans rektor Appelgren var en av Z.Topelius d.ä. elever och därför fick Topelius ett gott bemötande i skolan. Lektionerna behandlade mest antikens språk latin och grekiska vid sidan av lite historia och matematik.
I Uleåborg, som då var Finlands tredje största stad, ägde Topelius fastrar Grete och Lisett ett litet lånebibliotek på ca 1000 böcker. Där bekantade Topelius sig bland annat med Walter Scotts Ivanhoe, Vergilius Aeneiden, Homeros Iliaden och Odysséen, samt rövarromaner och riddarhistorier. Rövarbossen Rinaldo Rinaldini var också en av favoriterna. Under skolloven besökte Topelius flitigt Kuddnäs.
Den 23 januari 1831 dog Zacharias d.ä. i lunginflammation, och ansvaret av den yngre Zacharias uppfostran överlämnades åt Gustaf. Han beslöt att det var bäst för Topelius att fortsätta studierna i Helsingfors hos Runeberg.

## Studier i Helsingfors
På hösten 1832 reste Topelius tillsammans med en äldre kamrat till Helsingfors för att avlägga studentexamen. Det var den mest spännande resa som Topelius dittills hade upplevt, och hans fantasi laddad med rövarhistorier började verka på fullt. Efter att även ha hört ett meddelande om att ett par livstidsfångar hade rymt, hade hans fantasier inga gränser. Han tog med två gamla karolinska ryttarpistoler från början av 1700-talet. Den ena laddade han med hagel och den andra med salt. Men ledsamt nog fullbordades resan utan ett enda spännande äventyr. De följande åren av studier var viktiga faktorer som sedan påverkade Topelius' levnadsbana.

### Hos Runeberg
År 1832 Helsingfors bosatte sig Topelius hos Johan Ludvig Runeberg (sedermera nationalskalden) i Kronohagen tillsammans med sju andra studerande. Fritiden ägnade han åt teater, pianospel, fäktning och dansskola. Han vistades också mycket hos sin moster Augusta Rosenkampff i huvudstaden.
Den 5 juli 1833 kl.14–19 avlade Topelius studenten 15 år gammal. Hans examen godkändes med 14 röster eller med det näst lägsta betyget approbatur (A), godkänd. Samma år skrev han in sig i den Österbottniska avdelningen vid Helsingfors universitet.
Den 20 juli 1834 konfirmerades Topelius i Nykarleby kyrka. Han fick sina dåtida sociala intryck från Nykarlebys borgarskap, Runebergs familj och den Österbottniska avdelningen. Alla dessa miljöer använde sig Topelius av då han senare skapade sina skrifter.
En annan viktig stimulans för Topelius arbete var en ung vacker flicka, Grete från Alavo i Södra Österbotten, som han träffade några gånger då han reste mellan Nykarleby och Helsingfors. Topelius drömde till och med om ett giftermål med henne, men han måste till slut böja sig för den sociala omöjligheten. Han fick troligen sin ungdoms fennomaniska stimulans från henne.

### Studier till läkare
Topelius hade planer på att studera till läkare så som hans far, då hans intressen vid denna tid var kemi och botanik. Han började studera ämnena fysik, kemi, latin, biologi och botanik, grekiska, astronomi, filosofi och litteraturhistoria vid universitetet, och blev även medlem i det nyligen grundade sällskapet pro Fauna et Flora Fennica. Topelius fick 18 "röster" av 36 totalt, med följande betyg.
- Fysik Cum laude (C)
- Kemi Eximia cum laude (E)
- Latin Summa cum laude (S)
- Biologi och botanik Laudatur (L)
- Grekiska Cum laude (C)
- Astronomi Approbatur (A)
- Filosofi Approbatur (A)
- Litteraturhistoria Approbatur (A)

(Skala på den tiden: Underkänd I,A,C,S,E,L Utmärkt)
I juli 1838 debuterade Topelius i tryck med dikten Den stolta Rosen i Helsingfors Morgonblad. Han hade tidigare skrivit en egen handskriven tidning, Ephemerer, som han tilldelat släkt och vänner. Han hade troligen fått inspiration av Runeberg, som samtidigt arbetade som redaktör.
Topelius blev filosofie kandidat i maj 1840 och i samband med universitetets 200-årsminne samma år promoverades han till filosofie magister i den ännu oinvigda Nikolaikyrkan i Helsingfors. Han blev imponerad av kronprinsens, senare Alexander II:s, närvaro vid tillställningen, och skrev senare beundrande dikter om det ryska imperiet.

## Redaktören

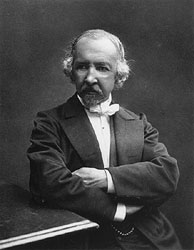
Zacharias Topelius. Foto.

I maj 1840 satt Topelius under lönnarna hemma i Kuddnäs och funderade på sin framtid. Han hade nu blivit magister, och det var meningen att han skulle fortsätta att studera till läkare. Men då han tänkte på saken, mindes han plötsligt då han stod tillsammans med sin far vid en av hans liköppningar, och allt det obehag som han känt då, reste sig inom honom. Efter långa kvällar av inre strider beslöt Topelius till slut att bli författare istället.
År 1841 blev Topelius redaktör för tidskriften Helsingfors Tidningar för pengabristens skull och på bokhandlare G.O. Wasenius begäran. Beslutet blev avgörande för Topelius författarkarriär, då han i tidningen publicerade flera av sina berättelser som följetonger. Han blev snabbt mycket populär och under sina 20 år som redaktör utvecklade han avsevärt den finländska journalistiken. I tidningen skrev han också debatter om dagsaktuella, kulturella och sociala frågor, både som reportage och kåserier.
Helsingfors Tidningar hade grundats år 1829 och ansågs vara handelsborgerskapets tidning i huvudstaden. Den utkom två gånger i veckan och hade fyra sidor. Då Topelius tog över redaktörskapet var upplagan 717 exemplar, och när Topelius lämnade posten hade den vuxit till 2 356 exemplar. Utrikespolitiska saker fick inte publiceras i tidningen, då den ryska staten övervakade all press. Istället utkom information om utnämningar, börskurser, konserter och teaterföreställningar m.m. Topelius började också skriva följetonger i tidningen, som snabbt blev mycket populära.
Under sina studieår hade Topelius gång på gång rest till Nykarleby och hälsat på sin mor och sina släktingar. Då hade han förälskat sig i Emilie Lindqvist (1821–1885), och paret förlovade sig år 1842.
Vid universitetets Porthanfest den 9 november 1843 hade Topelius sin kända föreläsning Äger finska folket en historie? Topelius’ grundtes i föredraget var att det finska folkets historia inte hade börjat förrän år 1809, då Finland lösgjordes från Sverige. Han menade att Finlands historia till dess var en provins- och kulturhistoria, och att den riktiga historien började först när Finland fick sina egna statliga institutioner efter år 1809.  Hans tanke baserade sig grundligt på den tyske filosofen Hegels läror. Enligt Hegel var ett folk utan stat i praktiken ingenting.
Topelius ansåg att den svenska tiden hade varit för Finland ett slags uppfostringstid. Finland hade bland annat blivit kristet och folkmängden hade ökat. Men han ansåg också att om Finland aldrig hade lösgjorts från Sverige, skulle det finska folket långsamt ha kvävts och gått under. Men i hans föredrag fanns en klar paradox. Hade Finland faktiskt haft mer historia mellan åren 1809–1843 än under 700 år före 1809?
Kritiker i främst Sverige tyckte att Topelius var väldigt otacksam mot Sverige. De menade att språket och den geografiska skillnaden alltid hade skilt det svenska och finska folket. De som stödde idéerna var de tidiga fennomanerna, som ansåg att den svenska tiden hade varit en underkastelse av det svenska väldet och språket. Topelius hade sålunda gett goda argument åt den finsknationalistiska filosofin, som kom att ge oanade följder. Men senare betonade Topelius starkt att Finland är en stat där det bor ett folk som talar två språk.

## Författaren

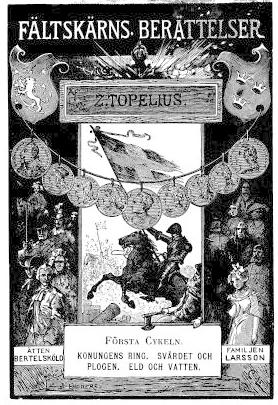
Fältskärns berättelser.

År 1844 avlade Topelius sin licentiatexamen i historia den 8 november, och ett år senare gifte sig Topelius med Emilie Lindqvist i Nykarleby den 30 december. Hans första diktsamling Ljungblommor kom ut samma år. Topelius ökade sina intäkter genom att arbeta som timlärare i Helsingfors privatlyceum åren 1846–1850. Han tjänstgjorde även som e.o. amanuens på universitetsbiblioteket fram till år 1851. Topelius fick sin första dotter Aina Sofia den 5 oktober samma år.
Topelius promoverades till doktor den 22 juni 1847 efter avhandlingen De modo matrimonia jugendi apud Fennos quondam vigente som behandlade fornfinnarnas olika giftermålsseder.
Samtidigt med avhandlingen utkom hans första samling av Sagor, som han inte egentligen hade menat för barn utan för vuxna. Topelius var intresserad av folksagor, och hans främsta förebild var den danske författaren H.C. Andersen. Topelius första sagor var direkta imitationer av tidigare, men småningom utvecklade Topelius sin egen stil.
Under det ”galna” året 1848 föddes sonen Mikael, men han avled redan vid två års ålder. Samtidigt publicerade Topelius sin första historiska roman, Hertiginnan av Finland. Den mest kända av hans historiska romaner, Fältskärns berättelser, påbörjades redan år 1851 som en följetong i Helsingfors Tidningar.
| ” | Jag har läst i mina cirklar, att engång vart femhundrade år inträffar en konjunktion av de tre mäktigaste planeterna, Mars, Jupiter och Saturnus, och en talisman, smidd under denna konstellation, är i stånd att genom deras förenade kraft behärska alla de andra planeterna. | „ |
| – | |   |

Topelius visade tydligt i sin bok hur kristen fromhet vann över de andra irrlärorna, såsom denna alkemistiska spådom.
Topelius sökte tjänsten som gymnasielektor vid Vasa gymnasium år 1852, och tilldelades denna. Gymnasiet verkade tillfälligt i Jakobstad då Vasa hade brunnit ner, och Topelius var på väg att flytta dit. Men så plötsligt Den 15 mars 1854 utnämndes Topelius till extraordinarie professor i Finlands historia, trots föga vetenskapliga meriter. Topelius hade däremot i sina romaner ofta vistats på historisk mark.
Mannen bakom allt var Fredrik Cygnaeus, som nyligen själv blivit vald till ordinarie professor. Han hade starka politiska relationer och betonade att Topelius var en stark opinionsbildare och måste därför hållas kvar i Helsingfors. Topelius utnämning mottogs med positiv uppmärksamhet. Den var en del av den finsknationalistiska rörelsen, som etablerade de nya professurerna inom finska och finsk litteratur, och ansågs vara en följd av Topelius politiska åsikter.
Dagen före sin utnämning hade Topelius även fått dottern Toini Mathilda (1854–1910). Samma år publicerades barntidningen Eos för första gången, som blev början som Topelius karriär som sagofarbror. Tidningen blev snabbt en förebild för hela barnlitteraturen i Norden. Topelius medverkade i så gott som varje nummer till år 1866 och i andra barntidningar som utkom efter det. Dottern Eva Maria (1855–1929) föddes den 4 september 1855.
I maj 1856 gjorde Topelius sin första resa till Europa utanför Finland. Resan gick genom flera orter i Tyskland, Belgien, Frankrike, Danmark och Sverige. Under tio veckor fick han se och uppleva mycket av det som han skrivit i sin tidning och läst i andra tidningar. Sina upplevelser sammanfattade han i sin rapport ”Söderom Östersjön” i Helsingfors Tidningar.
Topelius blev imponerad av fabriker, järnvägar, gatubelysning, vattenledningar med mera. Särskilt nära hjärtat upplevde han det vackra och bördiga Belgien, som dessutom hade två språk. Resans mål var Paris, där Topelius besökte den stora världsutställningen och alla de ”obligatoriska” sevärdheterna.
År 1857 fick Topelius en son vid namn Rafael och år 1859 dottern Rosa Emelia. Båda avled dock redan som spädbarn vid ett respektive tre års ålder. Topelius lämnade slutligen sin post som redaktör för Helsingfors Tidningar år 1860. Två år senare reste han åter till Sverige och England. I England besökte han världsutställningen i London.

## Akademikern

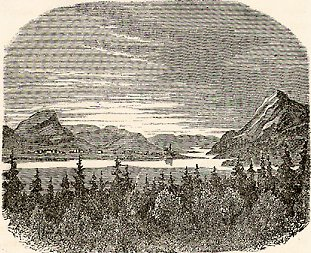
Illustration till Boken om vårt land.

Topelius utnämndes till ordinarie professor i finsk, rysk och nordisk historia den 7 maj 1863.
Topelius var även verksam inom olika föreningar och statliga kommittéer. År 1864 blev han utnämnd till ordförande för det nygrundade Konstnärsgillet i Helsingfors. Denna post innehade han till 1889. Han valdes även till psalmbokskommittén år 1867 som arbetade med en ny psalmbok. Topelius skrev även egna psalmer, och i Finlandssvenska psalmboken 1986 finns han representerad med originaltexterna till tretton psalmer (nr 32, 241, 289, 304, 322, 419, 477, 495, 533, 537, 544, 575, 577) och översättare till sju (71, 125, 220, 318, 407, 548), i den finska psalmboken 1986 till sex psalmer (nr 31, 404, 433, 478, 484 och 594), i Den svenska psalmboken 1986 sex psalmer (2, 293, 306, 518, 582 och 645).
I juni 1868 insjuknade Topelius mor i tyfus och avled kort därefter. Topelius sörjde henne djupt, men återhämtade sig fort. Två år senare grundade han Majföreningen, en av de första miljöföreningarna i världen. Dess uppgift var att skydda småfåglarna. År 1872 valdes han till prorektor för universitetet, och ett år senare sålde Topelius sitt barndomshem Kuddnäs.
År 1875 utnämndes Topelius i januari till professor i allmän historia och blev i maj rektor för universitetet. Hösten och vintern vistades Topelius med sin familj vid den franska medelhavskusten. Samma år publicerade Topelius läroboken Boken om vårt land. Skriften var menad som läsebok i folkskolorna i Finland, och lästes där flitigt långt in på 1900-talet. Den 438 sidor tjocka boken lärde barn i flera generationer att älska sitt fosterland och sin Gud. Detta sammanfattade Topelius i följande citat.
| ” | Jag sade: Måste jag älska mitt fädernesland mycket? Ja, sade min moder. Mer än dina käraste, mer än dig själv. Mer än ditt hem och allt, vad du äger. Mer än hela din jordiska välfärd, ja, mer än ditt liv. Men icke mer än din Gud, din heder och ditt samvete. | „ |
| – | |   |

Då Topelius tog avsked från universitetet år 1878 ville han dra sig tillbaka från staden och dess uppmärksamhet. Den egentliga orsaken sades vara att han väckte missnöje inom universitetets ledning, då han var alltför förstående till den radikalfennomanska studentrörelsen. Ledningen bestod mest av svekomaner, som inte hade en positiv inställning till finska som språk.

## Livet på Björkudden
Topelius flyttade tillsammans med sin familj den 28 maj 1878 till Björkudden i Sibbo, en stor trävilla på två våningar. Tillsammans gjorde de om trädgården och skötte ett litet jordbruk. Här tillbringade sedan Topelius resten av sitt liv.
Topelius levde på Björkudden bland ”furstinnor”, som han kallade sin hustru och sina döttrar. Deras familjer och vänner besökte ofta Björkudden och flera diskussioner om konst och litteratur förekom här. Men tillvaron fördystrades av Emelie Topelius dåliga hälsa och hon avled den 14 november 1885. Topelius saknade sin hustru mycket och skrev dikten Noli me tangere till hennes minne.
Till Björkudden gjorde flera författare pilgrimsfärder för att få respons för sina verk och skrifter. En stor del av sin tid ägnade Topelius också åt att revidera och förnya sina berättelser som trycktes om och om igen.
Topelius blev inbjuden till flera olika festligheter i Helsingfors och andra delar av Finland. Han var med i flera kommittéer och styrelser, bland annat i Finska och Svenska litteratursällskapet i Finland, och han författade ofta olika tal och festdikter. Han blev tilldelad Svenska Akademiens stora guldmedalj år 1886 för stora insatser för det svenska språket. Samma år vistades han i de tyska och schweiziska alperna tillsammans med dottern Eva.
Tidens börda började att även sätta sitt spår på Topelius. Några år senare insjuknade Topelius i magkatarr och drabbades av ett lindrigt slaganfall. Men han orkade ändå resa till Visby år 1896 för att ta en badkur.
I hans sista verk Blad ur min tänkebok som utgavs postumt 1898 skrev han om frågor som berörde hans tro och synen på kyrkan. Han kom även att under slutet av 1800-talet engagera sig i debatten kring tro och vetenskap.
Topelius firade sin 80-årsdag i Helsingfors den 14 januari 1898 i Brandkårshuset. Festsalen var prydd av en stor tavla föreställande barndomshemmet Kuddnäs. På festen visades operan Kung Karls jakt samt flera av hans sagor. De flera dagar långa festligheterna berövade Topelius hans sista krafter, och han avled på Björkudden den 12 mars kl. 23.30.
Topelius begravning hölls i Johanneskyrkan i Helsingfors den 21 mars. Stora folkmassor ville vara med och föra den svarta kistan till sin sista viloplats på Sandudds begravningsplats. Skolorna och gatorna vid kyrkan var stängda under dagen, och överallt fanns flaggor för att påminna om att Topelius hade gått bort.

## Arv
| ” | Framför min hälsning till det tjugonde seklets ungdom! | „ |
| – |                                                        |   |

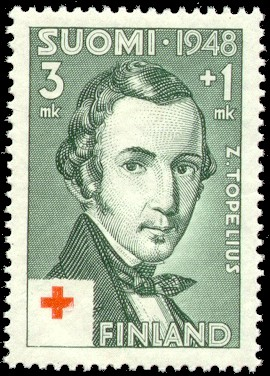
Topelius på ett frimärke år 1948

Topelius sista yttrande visar oss hur viktig han ansåg ungdomens påverkan på framtiden. Efter hans död lästes många av hans sagor, skådespel och historiska romaner runt om i Sverige och Finland. Hans betydelse sjönk efter de senaste krigen och speciellt på 1960-talet, men 1980 började man igen förstå hans betydelse också i ett internationellt perspektiv.

## Priser och utmärkelser
- 1873 – Kungliga priset
- 1886 – Svenska Akademiens stora pris

### Skulpturer
Topelius fick en staty på sin grav redan år 1905, skapad av Walter Runeberg. Också för Helsingfors planerades en staty, men när Svenska Litteratursällskapet i Finland började samla in pengar för projektet 1908, utbröt en strid mellan realismanhängare och dem som stödde modernismen. Skulptören Ville Vallgren hade erbjudit både Litteratursällskapet och Helsingfors stad en realistisk staty med Topelius omgiven av barn, men dessa avstod. År 1929 ordnade Litteratursällskapet en tävling om minnesmärket, som vanns av Gunnar Finnes skulptur Saga och sanning. Hans skulptur var modernare och visade istället för Topelius två allegoriska kvinnor. Den väckte genast motstånd hos dem, som stödde Vallgrens skulptur. Till följd av detta avtäcktes 1932 två skulpturer av Topelius i Helsingfors: Vallgrens Topeliusstaty utanför nuvarande Designmuseet och Finns Saga och sanning i Esplanadparken. En Topeliusstaty finns också i Vasa.

### Forskning
Om Zacharias Topelius har skrivits flera biografiska verk. Det utförligaste av dem är Valfrid Vasenius' Zacharias Topelius: Hans lif och skaldegärning 1912–1930. Topelius dotterson Paul Nyberg, samlade sin morfars skriftliga anteckningar, och lät trycka dem under namnet Zacharias Topelius dagböcker (1918–1924).
Vid Svenska Litteratursällskapet i Finland pågår utgivningen av Zacharias Topelius samtliga skrifter i en textkritisk och kommenterad digital, och delvis tryckt, utgåva. 23 delar har utkommit och är fritt tillgängliga digitalt.

## Bibliografi

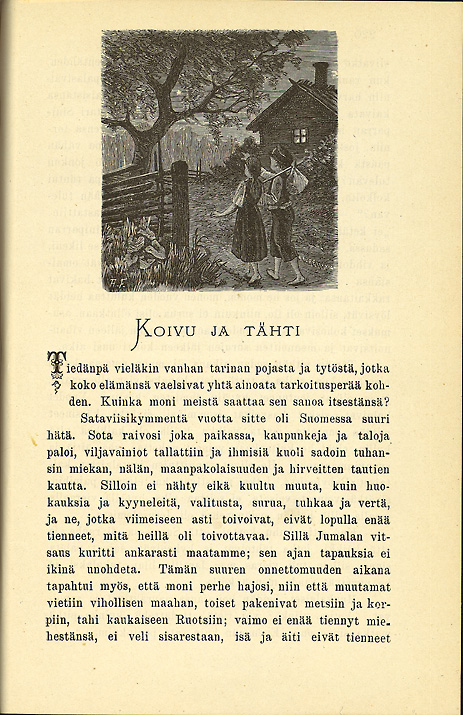
Björken och stjärnan i finsk utgåva 1893

### Skönlitteratur, originalupplagor
- Ljungblommor. Helsingfors: Öhman. 1845-1854. Libris 10424954 - 3 volymer.
- Sagor. Samling 1-4. Helsingfors: A. W. Gröndahl. 1847-1852. Libris 13923671
- Hertiginnan af Finland, romantiserad berättelse, jemte en historisk skildring af Finska kriget åren 1741-1743. Helsingfors: Wasenius. 1850. Libris 3134797
- Efter femtio år: skådespel i tre akter med prolog. Helsingfors: Wasenius & comp. 1851. Libris 11231544
- Fragmenter ur operan Kung Carls jagt. Helsingfors. 1851 - Musik av Fredrik Pacius. Text av Zacharias Topelius.
- Fältskärns berättelser. Stockholm: Bonnier. 1854-1867. Libris 8549161
  -  Cykel 1, Konungens ring ; Svärdet och plogen ; Eld och vatten. Europeiska följetongen ; 1854:1[:1]. Helsingfors: Öhman. 1854. Libris 8550955
  -  Cykel 2, Rebell mot sin lycka ; Hexan ; Majniemi slott. Stockholm: Bonnier. 1856. Libris 10505144
  -  Cykel 3, De blå ; Flyktingen ; Skuggan af ett namn. Stockholm: Bonnier. 1858. Libris 10517485
  -  Cykel 4, Ödemarkernas vår ; Borgarekungen ; Prinsessan af Wasa. Stockholm: Bonnier. 1864. Libris 10505153
  -  Cykel 5, Fritänkaren ; Aftonstormar ; Morgonljusning. Stockholm: Bonnier. 1867. Libris 10505149
- Regina von Emmeritz: skådespel i 5 akter. Helsingfors. 1854. Libris 1921871 - Omarbetad upplaga utkom 1881.
- Sånger. Stockholm: Bonnier. 1860-1889. Libris 38322
  -  1, Ljungblommor. 1860. Libris 38330 - Reviderad upplaga.
  -  2, Nya blad. Stockholm: Bonnier. 1870. Libris 38324
  -  3, Ljung. Stockholm: Bonnier. 1889. Libris 38325
- Dramatiska dikter: första samlingen. Sthlm. 1861. Libris 22903
- Läsning för barn. Stockholm: Bonnier. 1865-1896. Libris 1336401
  -  1, Lekar. Stockholm: Bonnier. 1865. Libris 1336429 - Med 4 illustrationer av August Malmström.
  -  2, Visor och sagor. Stockholm: Bonnier. 1866. Libris 1336430 - Med teckningar och musikbilagor.
  -  3, Visor och sagor. Stockholm: Bonnier. 1867. Libris 1336435 -  Med teckningar av August Malmström samt musikbilagor.
  -  4, Lekar, visor och sagor. Stockholm: Bonnier. 1871. Libris 1336408 - Med 4 illustrationer av August Malmström. - Delvis olika innehåll i svenska och finska upplagan.
  -  5, Sagor, visor och lekar. Stockholm: Bonnier. 1880. Libris 1336417. https://gupea.ub.gu.se/handle/2077/53266 - Med illustrationer av August Malmström och Albert Edelfelt.
  -  6, Visor och sagor. Stockholm: Bonnier. 1884. Libris 1336418 - Med 4 illustrationer av August Malmström.
  -  7, Visor, sagor och lekar. Stockholm: Bonnier. 1891. Libris 1336421 - Med illustrationer av August Malmström och Georg Stoopendaal.
  -  8, Visor, sagor och lekar. Stockholm: Bonnier. 1896. Libris 1336425 - Med illustrationer av Acke Andersson...
- Sånger. 2, Nya blad. Stockholm: Bonnier. 1870. Libris 38324
- Vinterqvällar. Stockholm: Bonnier. 1880-1897. Libris 2088094
  -  Cykel 1, Noveller. D. 1. Stockholm: Bonnier. 1880. Libris 2088097 - Innehåll: Konungens handske ; Gröna kammaren i Linnais gård ; Vincent Vågbrytaren.
  -  Cykel 1, Noveller. D. 2. Stockholm: Bonnier. 1880. Libris 2088098 - Innehåll: Pastorsvalet i Aulango ; Tant Mirabeau ; Det gyllene spöket.
  -  Cykel 2, Noveller, skildringar, sägner. D. 1. Stockholm: Bonnier. 1881. Libris 2088099 - Innehåll: Hertiginnan af Finland ; Ungdomsdrömmar ; Vernas rosor ; Drottning Sofia Magdalenas örhänge.
  -  Cykel 2, Noveller, skildringar, sägner. D. 2. Stockholm: Bonnier. 1882. Libris 2088100 - Innehåll: Augustas hallon ; Den evige studenten ; Fröken Drifva ; Beckbrännaren som alltid kom öfverst: Toholampi ; Vattenmärket ; Lindanserskan ; Brita Skrifvars ; Tomma hjertan ; Årstiderna.
  -  Cykel 3. D. 1, Ljungars saga. Stockholm: Bonnier. 1896. Libris 2088095
  -  Cykel 3. D. 2, Berättelser, skildringar. Stockholm: Bonnier. 1897. Libris 2088096 - Innehåll: Gamla baron på Rautakylä ; Jupiters kycklingar ; Känslor utan namn ; Den fullkomliga kärleken ; Från skoltiden ; Slump eller verldsstyrelse? ; Julen i kedjor ; Om och ur det fördolda.
- Dramatiska dikter. D. 1. Stockholm: Bonnier. 1881. Libris 2245295 - Innehåll: Efter femtio år ; Regina von Emmeritz ; Prinsessan af Cypern.
- Planeternas skyddslingar: en tids- och karaktersstudie från drottning Kristinas dagar. Stockholm: Bonnier. 1889. Libris 1627036 - 3 delar. - Verkets titel ändrades redan under Topelius' livstid till: Stjärnornas kungsbarn.[44]

### Varia
- Finland framstäldt i teckningar. Helsingfors: Gröndahl. 1845. Libris 2897010. https://runeberg.org/ztfinland/
- Läsebok för de lägsta läroverken i Finland. Helsingfors. 1856-1875. Libris 1896166
  -  I kursen: Naturens bok. Helsingfors: författarens förlag. 1856
  -  II kursen: Boken om vårt land. Helsingfors. 1875. https://runeberg.org/tzbokland/
- En resa i Finland: första serien. Helsingfors: Tilgmann. 1872-1874. Libris 2305172
- Evangelium för barnen: korta förklaringar öfver årets evangelietexter. Helsingfors: Edlund. 1893. Libris 3134791. https://runeberg.org/evanfob/
- Blad ur min tänkebok. Stockholm. 1898. Libris 378930. https://runeberg.org/tankebok/
- Topelius, Zacharias; Adelborg Ottilia (1898). Walters äfventyr. Stockholm: Albert Bonnier. Libris 1246881

### Samlade skrifter (1899–1907)
- Samlade skrifter. Helsingfors. 1899-1907. Libris 502879 - Utgåvan är trots sina 34 volymer inte fullständig. Urvalsprinciperna behandlas utförligt i avsnittet Upplysningar i del 25. 
  -  Del 1, Sånger, första bandet:1833-1852. Helsingfors. 1904. Libris 502880. https://runeberg.org/topesang/
  -  Del 2, Sånger, andra bandet: 1853-1866. Helsingfors. 1904. Libris 502881. https://runeberg.org/topesang/
  -  Del 3, Sånger, tredje bandet:1867-1878. Helsingfors. 1905. Libris 502882. https://runeberg.org/topesang/
  -  Del 4, Sånger, fjärde bandet:1879-1897. Helsingfors. 1905. Libris 502883. https://runeberg.org/topesang/
  -  Del 5, Dramatiska dikter, första bandet. Helsingfors. 1903. Libris 502884. https://runeberg.org/topdradikt/1/ - Innehåll: Efter femtio år; Kung Carls jagt; Regina von Emmeritz; Prinsessan af Cypern.
  -  Del 6, Dramatiska dikter, andra bandet. Helsingfors. 1903. Libris 502885. https://runeberg.org/topdradikt/2/ - Innehåll: Titians första kärlek; Ett skärgårdsäfventyr; Veteranens jul; Hangös öga; Brita Skrifvars; Sancta Maria.
  -  Del 7, Hertiginnan af Finland. Helsingfors. 1899. Libris 502886. https://runeberg.org/hertifin/
  -  Del 8, Fältskärns berättelser, Cykel 1, Konungens ring ; Svärdet och plogen ; Eld och vatten. Helsingfors. 1899. Libris 502887. https://runeberg.org/faltskar/a/
  -  Del 9, Fältskärns berättelser, Cykel 2, Rebell mot sin lycka ; Häxan ; Majniemi slott. Helsingfors. 1899. Libris 502888. https://runeberg.org/faltskar/b/
  -  Del 10, Fältskärns berättelser, Cykel 3, De blå ; Flyktingen ; Skuggan af ett namn. Helsingfors. 1900. Libris 502889. https://runeberg.org/faltskar/c/
  -  Del 11, Fältskärns berättelser, Cykel 4. Afd. 1, Ödemarkens vår ; Borgarekungen. Helsingfors. 1900. Libris 502890. https://runeberg.org/faltskar/d/
  -  Del 12, Fältskärns berättelser, Cykel 4. Afd. 2, Prinsessan af Vasa. Helsingfors. 1900. Libris 502891. https://runeberg.org/faltskar/e/
  -  Del 13, Fältskärns berättelser, Cykel 5, Fritänkaren ; Aftonstormar ; Morgonljusning. Helsingfors. 1900. Libris 502892. https://runeberg.org/faltskar/f/
  -  Del 14, Stjärnornas kungabarn : en tids- och karaktersstudie från drotting Kristinas dagar, D. 1, Nattens barn. Helsingfors. 1899. Libris 502893. https://runeberg.org/topstjarn/1/
  -  Del 15, Stjärnornas kungabarn : en tids- och karaktersstudie från drottning Kristinas dagar, D. 2, De tre. Helsingfors. 1899. Libris 502895. https://runeberg.org/topstjarn/2/
  -  Del 16, Stjärnornas kungabarn : en tids- och karaktersstudie från drottning Kristinas dagar, D. 3, Makalös. Helsingfors. 1900. Libris 502897. https://runeberg.org/topstjarn/3/
  -  Del 17, Ljungars saga. Helsingfors. 1900. Libris 502898. https://runeberg.org/ljungars/
  -  Del 18, Noveller, Bd 1, Ungdomsdrömmar ; Vernas rosor. Helsingfors. 1901. Libris 502899. https://runeberg.org/topnovel/
  -  Del 19, Noveller, Bd 2, Kungens handske ; Gamla baron på Rautakylä. Helsingfors. 1901. Libris 502900. https://runeberg.org/topnovel/
  -  Del 20, Noveller, Bd 3, Gröna kammarn i Linnais gård ; Vincent Vågbrytaren ; Tant Mirabeau. Helsingfors. 1902. Libris 502901. https://runeberg.org/topnov3/
  -  Del 21, Noveller, Bd 4, Det gyllene spöket ; Pastorsvalet i Aulango. Helsingfors. 1902. Libris 502902. https://runeberg.org/topnov4/
  -  Del 22, Sägner i dimman. Helsingfors. 1902. Libris 502903. https://runeberg.org/topskr22/
  -  Del 23, Smärre skrifter. Helsingfors. 1904. Libris 502904. https://runeberg.org/topsmarre/
  -  Del 24, Resebref och hågkomster. Helsingfors. 1903. Libris 502905. https://runeberg.org/topresebr/
  -  Del 25, Blad ur min tänkebok ; Upplysningar. Helsingfors. 1905. Libris 502906. https://runeberg.org/topblad/
  -  Del 26, Läsning för barn, 1. Helsingfors. 1906. Libris 502907. https://runeberg.org/topbarn/1/
  -  Del 27, Läsning för barn, 2. Helsingfors. 1906. Libris 502908. https://runeberg.org/topbarn/2/
  -  Del 28, Läsning för barn, 3. Helsingfors. 1906. Libris 502909. https://runeberg.org/topbarn/3/
  -  Del 29, Läsning för barn, 4. Helsingfors. 1906. Libris 502910. https://runeberg.org/topbarn/4/
  -  Del 30, Läsning för barn, 5. Helsingfors. 1906. Libris 502911. https://runeberg.org/topbarn/5/
  -  Del 31, Läsning för barn, 6. Helsingfors. 1907. Libris 502912. https://runeberg.org/topbarn/6/
  -  Del 32, Läsning för barn, 7. Helsingfors. 1907. Libris 502913. https://runeberg.org/topbarn/7/
  -  Del 33, Läsning för barn, 8. Helsingfors. 1907. Libris 502914. https://runeberg.org/topbarn/8/
  -  Del 34, Evangelium för barnen : korta förklaringar öfver årets evangelietexter. Helsingfors. 1907. Libris 502915

### Zacharias Topelius Skrifter (ZTS) (2006–)
En ny textkritisk och kommenterad upplaga Zacharias Topelius Skrifter (ZTS) började 2006 utges av Svenska litteratursällskapet i Finland.
- 1.  Ljungblommor. Skrifter / utgivna av Svenska litteratursällskapet i Finland, 0039-6842 ; 742 Zacharias Topelius skrifter ; 1. Helsingfors: Svenska litteratursällskapet i Finland. 2010. Libris 12049132. ISBN 978-951-583-211-5. http://www.topelius.fi/index.php?p=texts&bookId=1 - Utgiven av Carola Herberts under medverkan av Clas Zilliacus.
- 4.  Noveller. Skrifter/ utgivna av Svenska litteratursällskapet i Finland, 0039-6842 ; 770 Zacharias Topelius skrifter ; 4. Helsingfors: Svenska litteratursällskapet i Finland. 2012. Libris 13362482. ISBN 978-951-583-253-5. http://www.topelius.fi/index.php?p=texts&bookId=4 - Utgivna av Pia Forsell. - Innehåll: Kringelflickan ; En Natt och en Morgon ; Påsk-Äggen ; Herminas Bekännelser ; Trollkarlens Dotter ; Lindanserskan ; Vargen ; En spritterny Händelse : Bruden : Vedergällningens Dag : Salig Fänrikens Tofflor ; Simeon Levis resa till Finland.
- 5.  Hertiginnan af Finland och andra historiska noveller. Skrifter / utgivna av Svenska litteratursällskapet i Finland, 0039-6842 ; 782 Zacharias Topelius skrifter ; 5. Helsingfors: Svenska litteratursällskapet i Finland. 2013. Libris 14217470. ISBN 9789515832702 - Utgivna av Pia Forssell under medverkan av Matti Klinge och Anna Movall.
- 12.  Finland framställdt i teckningar. Skrifter/ utgivna av Svenska litteratursällskapet i Finland, 0039-6842 ; 747 Zacharias Topelius skrifter ; 12 ([Ny utg.]). Helsingfors: Svenska litteratursällskapet i Finland. 2011. Libris 12055073. ISBN 978-951-583-217-7. http://www.topelius.fi/index.php?p=texts&bookId=12 - Utgiven av Jens Grandell och Rainer Knapas.
- 13.  En resa i Finland. Skrifter / utgivna av Svenska litteratursällskapet i Finland, 0039-6842 ; 775 Zacharias Topelius skrifter ; 13. Helsingfors: Svenska litteratursällskapet i Finland. 2013. Libris 13589315. ISBN 978-951-583-260-3. http://www.topelius.fi/index.php?p=texts&bookId=13 - Utgiven av Katarina Pihlflyckt.
- 17  Naturens Bok och Boken om Vårt Land. Zacharias Topelius Skrifter ; 17 Skrifter utgivna av Svenska litteratursällskapet i Finland, 0039-6842 ; 816. Helsingfors: Svenska litteratursällskapet i Finland. 2017. Libris 21989485. ISBN 978-951-583-414-0 - Utgivna av Magnus Nylund under medverkan av Håkan Andersson, Pia Forssell och Henrik Knif.
- 19. Zacharias Topelius, Religiösa skrifter och psalmer, Magnus Nylund (utg.), ZTS XIX, SSLS 867, Helsingfors: Svenska litteratursällskapet i Finland 2022, https://urn.fi/URN:NBN:fi:sls-8085-1609135499
- 20. Brev. Zacharias Topelius korrespondens med Albert Bonniers förlag. Skrifter / utgivna av Svenska litteratursällskapet i Finland; 20. Helsingfors: Svenska litteratursällskapet i Finland. 2013 - Utgivna av Carola Herberts

### Urval
- Dagböcker. Stockholm: Bonnier. 1918-1924. Libris 2145452 - 4 volymer utgivna av Paul Nyberg.
- Fästmansbrev: I urval utg. av Paul Nyberg. [Illustr.]. Helsingfors. 1947. Libris 3134794
  -  Konstnärsbrev: [urval ur den Topeliuska samlingen]. Helsingfors. 1956-1960. Libris 363992 - Utgivna av Paul Nyberg.
- Självbiografiska anteckningar. Helsingfors: Schildt. 1922. Libris 363979 - Utgivna av Paul Nyberg.
- Topelius om teatern i Finland 1842-1860: bedömanden och artiklar. Borgå: Schildt. 1916. Libris 8236269 - Sammanställda av Valfrid Vasenius.
- Zacharias Topelius og Frederik Barfod: en brevveksling. København: Gyldendal. 1908. Libris 3104294 - Meddelt og med inledning og noter forsynet af L.F. La Cour.

## Psalmer
Topelius var med i psalmbokskommittén 1867 och skrev även ett stort antal egna psalmer. Här ett urval (numren 1986 hänvisar till Finlandssvenska psalmboken 1986, finska psalmboken 1986 respektive Den svenska psalmboken 1986):
- En liten tid vi vandrar här (1986 nr 577, -,) skriven 1879 Finns på Wikisource.
- Giv mig ej glans, ej guld, ej prakt (1986 nr 32, 31, 645) skriven 1887 Finns på Wikisource.
- Gud, i mina unga dagar (1986 nr 495, -, 582) skriven 1868 Finns på Wikisource.
- Gud signe de kära barn (Lilla Psalmisten 1909 nr 154) Finns på Wikisource.
- Herren, vår Gud, är en konung (1986 nr 289, -, 2), en bearbetning 1869 från Joachim Neander Finns på Wikisource.
- Hur härligt vittna land och sjö (1986 nr 544, -, 518) skriven 1879 Finns på Wikisource.
- Hur suckar du min själ (1986 nr 575, -, ) skriven 1868 Finns på Wikisource.
- Kom, hör min vackra visa Finns på Wikisource.
- Lov ske dig, Herre Jesus Krist / i alla jordens länder (1986 nr 304, -,) skriven 1868, bearbetad 1879
- Naturen nu sig kläder (1986 nr 537, -, ) skriven 1868 efter Samuel Ödmann 1795 Finns på Wikisource.
- O mänska har du väl rätt betänkt (1986 nr 477, 433, ) skriven 1868, bearbetad 1879
- Saliga de som ifrån världens öden (1986 nr 241, -, 306) skriven 1869 Finns på Wikisource.
- Sanningens Ande, som av höjden talar (1937 nr 485 och 1986 nr 322, 484, 293) skriven 1869 Finns på Wikisource.
- Vak upp, mitt hjärta, prisa Gud (SMF 1920 nr 686, 1986 nr 533, -, ) skriven 1868, bearbetad 1879 Finns på Wikisource.
- Var är den skatt som bliver (1986 nr 419, -, ) skriven 1868, bearbetad 1879 Finns på Wikisource.

## Enskilda dikter
(ursprungligt publiceringsår/-titel)
- 1853: Björkens visa Finns på Wikisource. Sylvias fjärde visa Vid den klara rand[45]
- 1854: Sylvias visor Finns på Wikisource.[45]
- 1855: Under rönn och syren Finns på Wikisource. Sylvias femtonde visa Blommande sköna dalar[46]
- 1869: Videvisan Finns på Wikisource.
- 1880: Lasse liten Finns på Wikisource.
- Mars 1888 : en liten ny visa. Norrköping. 1888. Libris 21520012. http://hdl.handle.net/2077/53659
- 1895: Mjölnaren (Yrkesvisa 10) Finns på Wikisource.[47]